# Allgemeines Funkbetriebszeugnis

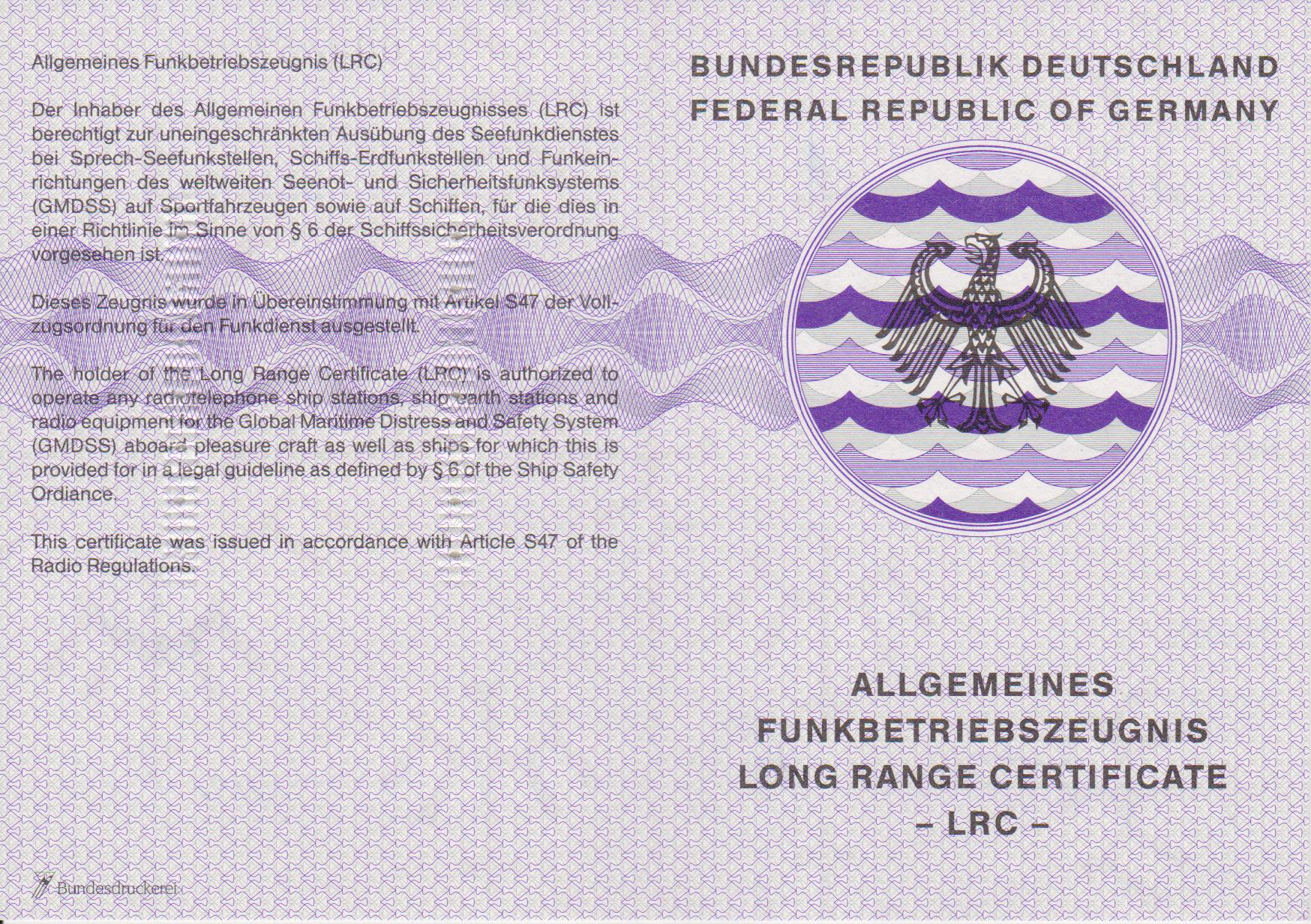
Allgemeines Funkbetriebszeugnis (LRC)

Das allgemeine Funkbetriebszeugnis (Abkürzung: LRC, von englisch Long Range Certificate) ist ein deutsches Funkbetriebszeugnis.

## Berechtigung
Das allgemeine Funkbetriebszeugnis berechtigt auf Sportbooten sowie auf Schiffen, die nicht der Funkausrüstungspflicht unterliegen zur Teilnahme am Mobilen Seefunkdienst und am Mobilen Seefunkdienst über Satelliten und ist für den Schiffsführer vorgeschrieben, sobald eine GMDSS-fähige Kurz- oder Grenzwellen-Seefunkanlage oder eine Inmarsat-Satellitenanlage an Bord ist. Das Zeugnis entspricht den Anforderungen des Artikels 47 der Radio Regulations (Vollzugsordnung für den Funkdienst) und ist international gültig. 

## Voraussetzungen und Prüfung
Voraussetzungen für den Erwerb sind ein Mindestalter von 18 Jahren und Kenntnisse der englischen Sprache.
Der Ablauf der Funkprüfungen des LRCs umfasst sämtliche Prüfungskomponenten des deutschen beschränkt gültigem Funkbetriebszeugnis, plus zusätzlich einen aus 12 Fragebögen mit je 14 Fragen aus einem öffentlichen Fragenkatalog zum Thema Inmarsat sowie Grenzwelle/Kurzwelle, die im Multiple-Choice-Verfahren zu beantworten sind. Dazu gibt es eine praktische Prüfung an einer Simulationssoftware. Sollte ein deutsches beschränkt gültiges Funkbetriebszeugnis (SRC) bereits vorhanden sein, so reicht eine Zusatzprüfung aus, bei der die SRC-Komponenten nicht erneut abgefragt werden. Ein SRC der Royal Yachting Association ist aktuell keine Basis für eine Zusatzprüfung, d. h. der Inhaber eines RYA-SRC muss eine Komplettprüfung ablegen.
Der LRC-Teil der Prüfung wird an einer passenden Prüfungsanlage abgenommen. Dies kann z. B. eine auf einem PC-Netzwerk laufende Simulation sein, aber auch ein Simulator der Berufsschifffahrt. Man ist angehalten, auf der virtuellen Brücke alle notwendigen Geräte in Betriebsbereitschaft zu versetzen (Grenzwelle/Kurzwelle, Inmarsat C, Navtex, GPS). Meist wird nur Inmarsat C geprüft, da die Verfahren bei Grenzwelle/Kurzwelle identisch mit dem UKW-Teil der Prüfung sind. Dort ist in der Regel ein Notalarm abzusetzen, ein Telex oder Fax zu verschicken, das Adressbuch zu editieren und weitere Funktionen zu erklären. Seit dem 1. Oktober 2018 ist Inmarsat B kein Prüfungsbestandteil mehr des LRC.
Als bestanden gilt der theoretische Prüfungsteil, wenn mindestens 11 von 14 erreichbaren Punkten innerhalb von 20 Minuten bei der Beantwortung der Fragen des in der Prüfung verwendeten Fragebogens erzielt wurden.